# Маленькие секреты (фильм)
«Маленькие секреты» (фр. Les Petits Mouchoirs) — фильм французского актера и режиссёра Гийома Кане 2010 года. Это второй полнометражный фильм Гийома Кане после имевшего шумный успех у зрителей и критики «Не говори никому» (2006).

## Название
Французское название Les petits mouchoirs (дословно — маленькие носовые платочки) отсылает к выражению Le mettre dans sa poche avec un mouchoir par-dessus — то, что прячут в своем кармане, прикрыв сверху носовым платком, другими словами, то, что прячут от других и самих себя, чтобы забыть и не думать об этом, словно этого и нет.

## Сюжет
Действие фильма начинается в Париже, где живёт большая компания друзей, достаточно разных по характеру и социальному положению. Вместе они проводили много нескучных часов.
Наиболее успешный — Макс Кантара (Франсуа Клюзе), владелец отеля и богатого поместья на мысе Кап-Ферре недалеко от Бордо. У него есть жена Вероник (Валери Боннетон) и двое детей. Макс — неврастеничный тип, обремененный навязчивым желанием постоянно что-то улучшать, не считаясь с интересами и покоем семьи и друзей. Ежегодно он приглашает друзей на время отпуска в своё поместье, где на правах хозяина позволяет себе раздражаться по пустякам и постоянно всем напоминает о том, что он тратит много денег на все это великолепие, что он обо всех заботится и что без него они бы такое никогда не получили.
Мари (Марион Котийяр) — очаровательная молодая женщина, не имеющая постоянных привязанностей, легко меняющая сексуальных партнеров и место жительства. Мари наслаждается образом раскрепощенной француженки, который она сама себе придумала. Но этот образ не устраивает её нынешнего бойфренда музыканта Фрэнка (Максим Нуччи).
Венсан Рибо (Бенуа Мажимель) — мануальный терапевт. У него есть жена Изабель (Паскаль Арбийо) и сын. Венсан — спокойный, уравновешенный человек, но его лишает покоя осознание, что он влюблен в Макса и не может не объясниться с ним. К жене он давно охладел, не замечает, как она в одиночестве смотрит порно и рыдает на утренней пробежке.
Эрик (Жиль Лелуш) — не слишком удачливый актер и повеса. У него есть подруга Леа (Луиз Моно), которую он казалось бы любит, но тем не менее беззастенчиво изменяет ей.
Людо (Жан Дюжарден) — прожигатель жизни, весельчак и наркоман, обаятельный, артистичный, щедрый, душа всей компании. Когда он на скутере возвращается под утро из ночного клуба, его на большой скорости сбивает грузовик. Людо очень сильно пострадал, и именно шок от этой трагедии нарушает обычное течение событий и нарушает как оказалось хрупкое равновесие в компании друзей.
Антуан (Лоран Лафитт) — немного глуповатый, простоватый, но добродушный и забавный малый, озабоченный выяснением отношений со своей подругой Жюльетт (Анн Маривен), которая терпела его в течение 11 лет, а теперь решила бросить его и выйти замуж за более адекватного человека.
Жан-Луи (Жоэль Дюпюш) — владелец устричной фермы, у которого вся компания во время отпуска бывает в гостях. Жан-Луи достаточно умудрен, чтобы видеть тщательно скрываемые секреты своих друзей. Произошедшая трагедия с Людо заставляет его откровенно высказать своё неуважение к их лицемерию, что действует на них отрезвляюще.
Людо находится в реанимации, помочь ему друзья пока ничем не могут, и компания решает не отменять намечающийся отпуск, но сократить его, а в случае необходимости можно быстро вернуться в Париж. Они едут в поместье Макса, но произошедшее несчастье с Людо, а также неожиданное признание Венсана Максу заставляют персонажей нервничать больше обычного, нарушают привычный ход событий, обнажая скрываемые секреты и заставляя героев признаваться самим себе и окружающим в собственной несостоятельности.

## В ролях
- Франсуа Клюзе — Макс Кантара
- Марион Котийяр — Мари
- Бенуа Мажимель — Венсан Рибо
- Жиль Лелуш — Эрик
- Жан Дюжарден — Людо
- Лоран Лафитт — Антуан
- Валери Боннетон — Вероник Кантара
- Паскаль Арбийо — Изабель Рибо
- Анн Маривен — Жюльетт
- Луиз Моно — Леа
- Жоэль Дюпюш — Жан-Луи

## Награды и номинации
| Награды и номинации             | Награды и номинации                 | Награды и номинации | Награды и номинации | Награды и номинации |
| Награда                         | Категория                           | Номинант            | Результат           |                     |
| ------------------------------- | ----------------------------------- | ------------------- | ------------------- | ------------------- |
| Премия Европейской киноакадемии | «Лучший фильм»                      | Гийом Кане          | Номинация           |                     |
| «Сезар»                         | «Лучшая мужская роль второго плана» | Жиль Леллуш         | Номинация           |                     |
| «Сезар»                         | «Лучшая женская роль второго плана» | Валери Боннетон     | Номинация           |                     |

## Саундтрек
1. Bonnie Tyler — Holding Out For A Hero
2. Jet — Are You Gonna Be My Girl
3. The Isley Brothers — This Old Heart of Mine (Is Weak for You)
4. The Band — The Weight
5. Damien Rice — Cold Water
6. Gladys Knight & The Pips — If I Were Your Woman
7. David Bowie — Moonage Daydream
8. The McCoys — Hang On Sloopy
9. Maxim Nucci — Talk to Me
10. Guillaume Canet — To Be True
11. Eels — That Look You Give That Guy
12. Janis Joplin — Kozmic Blues
13. Ben Harper — Amen Omen
14. Sixto Rodriguez — Crucify Your Mind
15. Creedence Clearwater Revival - Fortunate Son

## Интересные факты
- Герои фильма гостят у своего друга Жана-Луи на его устричной ферме. Исполнитель роли Жана-Луи Жоэль Дюпюш с 1973 года действительно является устричным фермером в шестом поколении. Съемки происходили на его ферме в Аркашонском заливе.
- Во время съемок фильма Франсуа Клюзе и Валери Боннетон действительно состояли в браке (13 лет на тот момент) и имеют двоих детей, но вскоре после окончания съемок они расстались.